# Biserica fortificată din Mercheașa
Biserica evanghelică fortificată din Mercheașa, comuna Homorod, județul Brașov, a fost construită în secolul al XIII-lea pe baza unei vechi bazilici romane datată din secolul al XII-lea. Ansamblul bisericii evanghelice fortificate format din biserică, anexe, incinta fortificată și un turn este monument istoric, cod LMI BV-II-a-B-11732.

## Localitatea
Mercheașa, (în dialectul săsesc Streitfert, Štret'tfert, în germană Streitforth, Steritforth, în maghiară Mirkvásár), este un sat din comuna Homorod, județul Brașov, Transilvania, România. Mercheașa se află la o distanță de 11 km de Rupea. Prima atestare documentară a localității este făcută într-un registru bisericesc de evidență a impozitelor, unde este amintită așezarea "Stristfordia" ca aparținând de Scaunul Rupea.
Mercheașa este învecinată la nord de satul Jimbor, la sud de comuna Homorod (de care aparține administrativ), iar la sud-vest de comuna Cața. În subsolul localității se găsește un masiv de sare. Tradiția exploatării apei sărate de către localnici (din fântâni special amenajate) și a folosirii acesteia în gospodării s-a păstrat în aceasta zonă până în prezent.

## Biserica
Biserica evanghelică din Mercheașa a fost ridicată probabil în secolul al XIII-lea ca o bazilică în stil romanic prevăzută cu trei nave și un turn în partea de vest a bisericii. Ca în toate cazurile de pe teritoriul Pământului crăiesc pe care s-au așezat sașii, se poate presupune ca la sfârșitul secolului al XV-lea, ansamblul bisericii a suferit modificări de esență cu privire la mărirea capacităților defensive. În această perioadă de început de secol al XVI-lea s-a făcut demantelarea colateralei sudice și parțial a celei nordice și s-au executat prin zidire, arce despărțitoare. Este posibil să se fi astupat și portalul vestic al turnului deschizâdu-se noi intrări pe latura nordică și apoi pe cea sudică a navei.
Biserica are astăzi imaginea unei biserici de tip hală, având altarul și corul la același nivel cu nava centrală. O lanternă cu bază octogonală este prezentă pe latura vestică a turnului clopotniță, deasupra trunchiului piramidal al acoperișului. Orga este realizata de Johannes Prause și a fost instalată aici în anul 1788.
În 2002 orga a fost mutată la biserica din Vulcan, județul Brașov. 

## Fortificația
La începutul secolului al XVI-lea s-au executat modificări de structură în ce privește fortificația bisericii. Acum s-a ridicat incinta patrulateră ce avea turnuri cu acoperișuri în pupitru la coțuri. Curtina avea circa șase - șapte metri în înălțime și un drum de strajă acoperit și sprijinit în console de lemn. Pe singurul bastion care a rămas până în ziua de astăzi, există o inscripționați anii 1517 și 1541. Într-o altă parte stă scris: "Ce bine este când capetele cenușii sunt înțelepte, prudente și domnii sunt prevăzători". Turnul nord vestic era cunoscut ca "Bastionul Slăninei". Curtina vestică a fost demolată în anul 1800 și cu materialele rezultate s-a construit primăria. Turnul nod - estic, care funcționa ca donjon, s-a deteriorat și în a doua jumătate a secolului al XIX-lea se prăbușește. Turnul clopotniță a fost construit în perioada 1848 - 1858. În anul 1899 este dărâmată curtina vestică, ce a mai rămas din ea de la precedenta demolare, și se construiește o școală din materialele rezultate.

## Imagini din exterior (ploaie torențială)

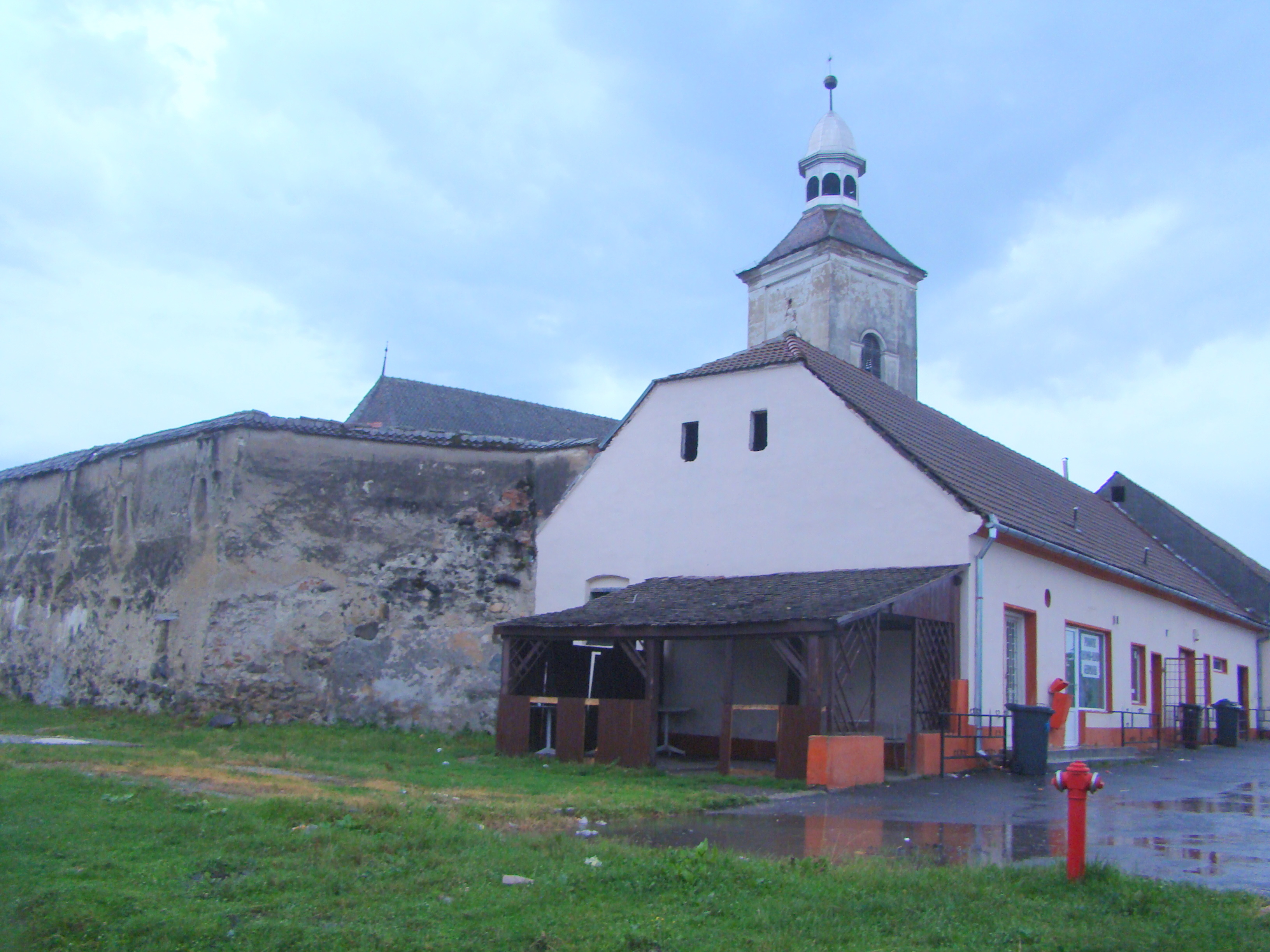
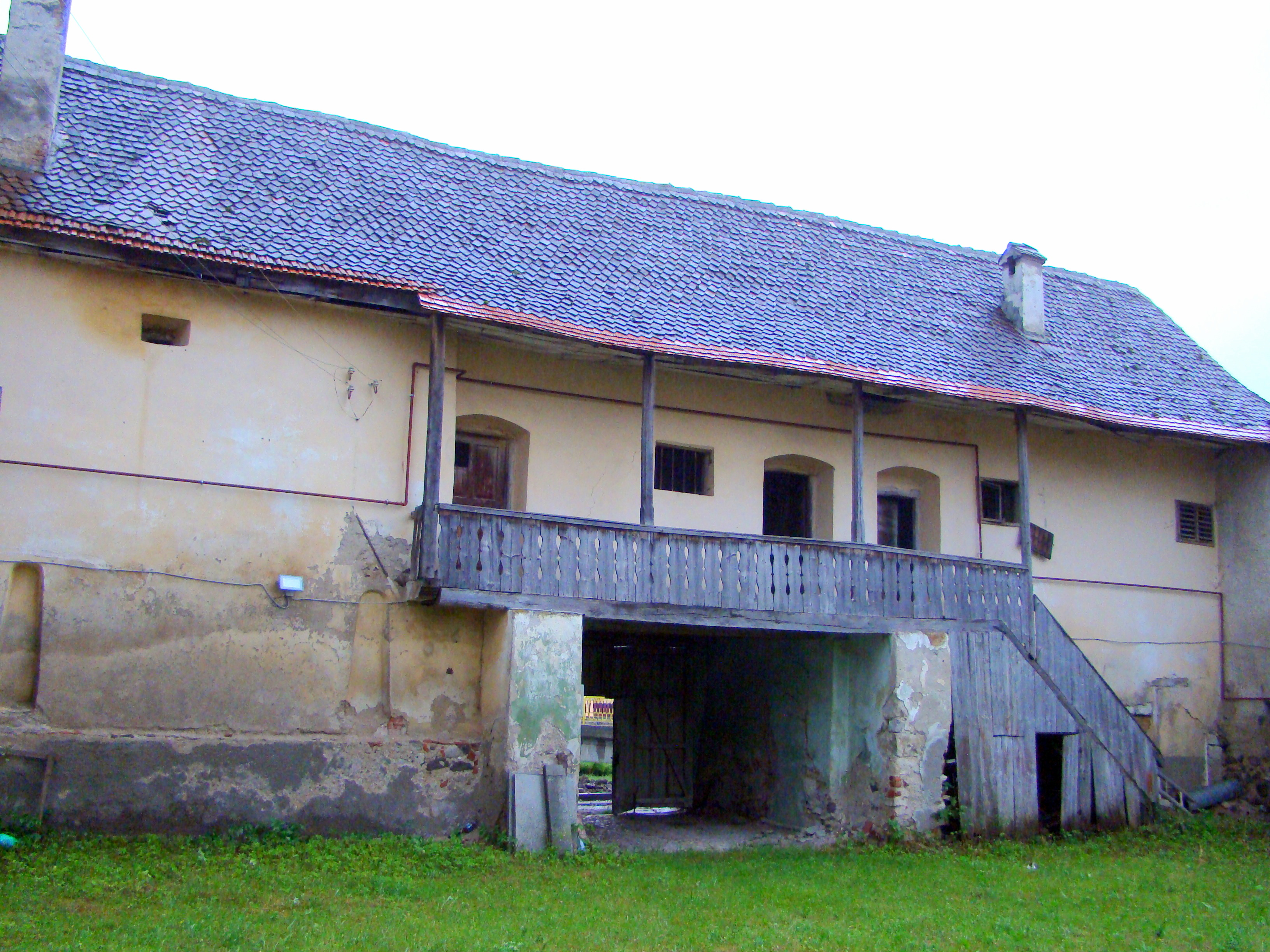
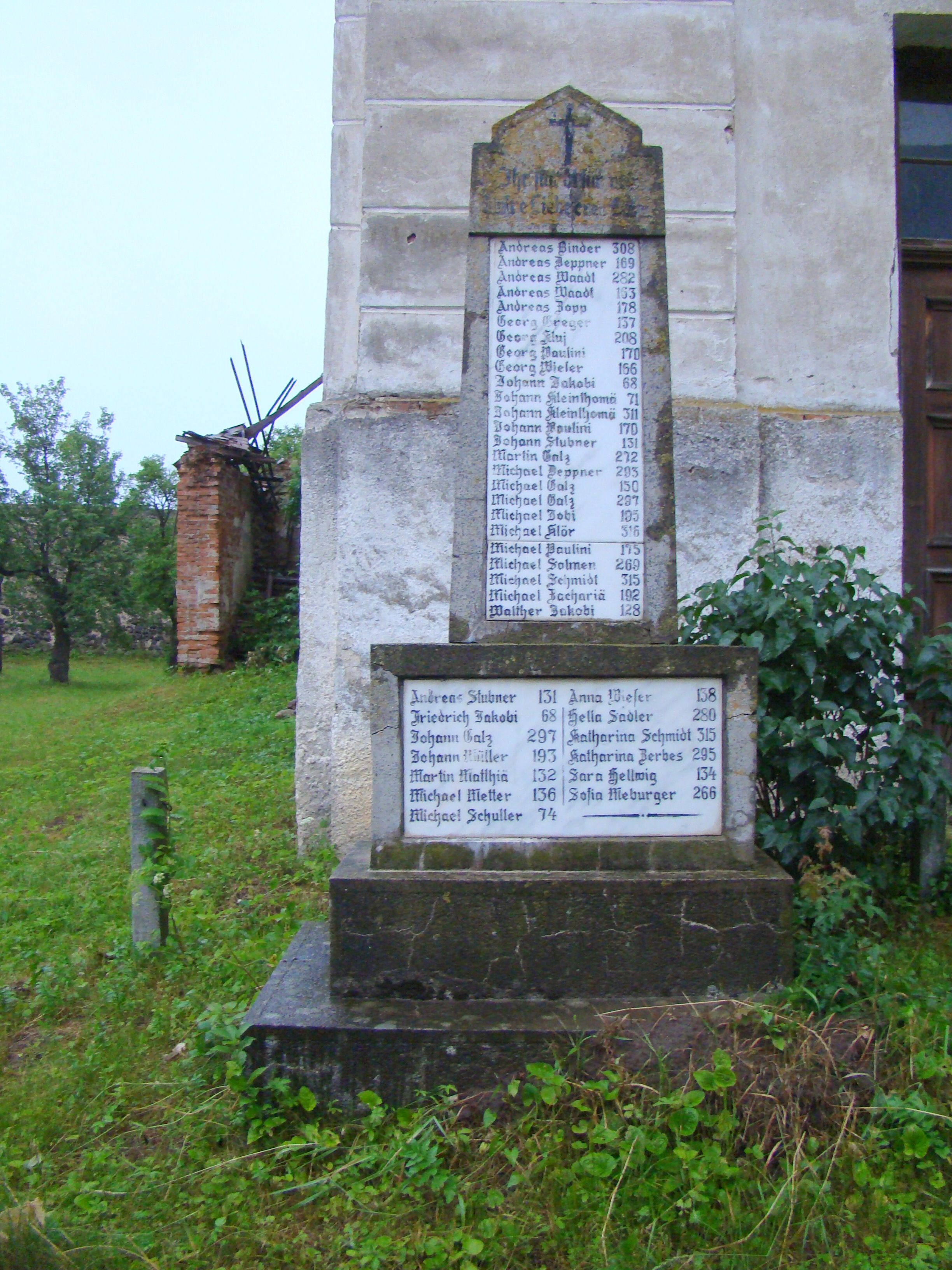
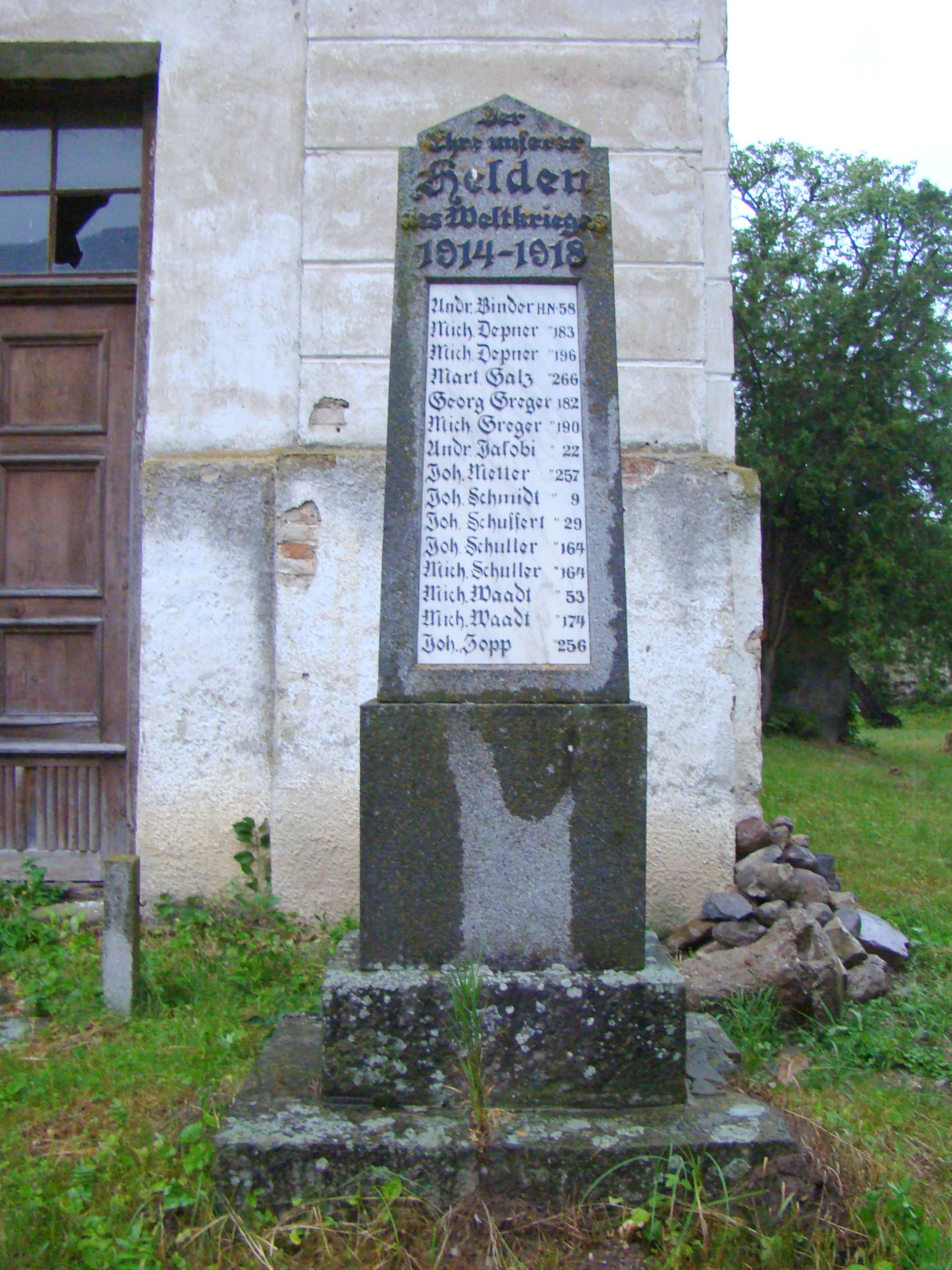
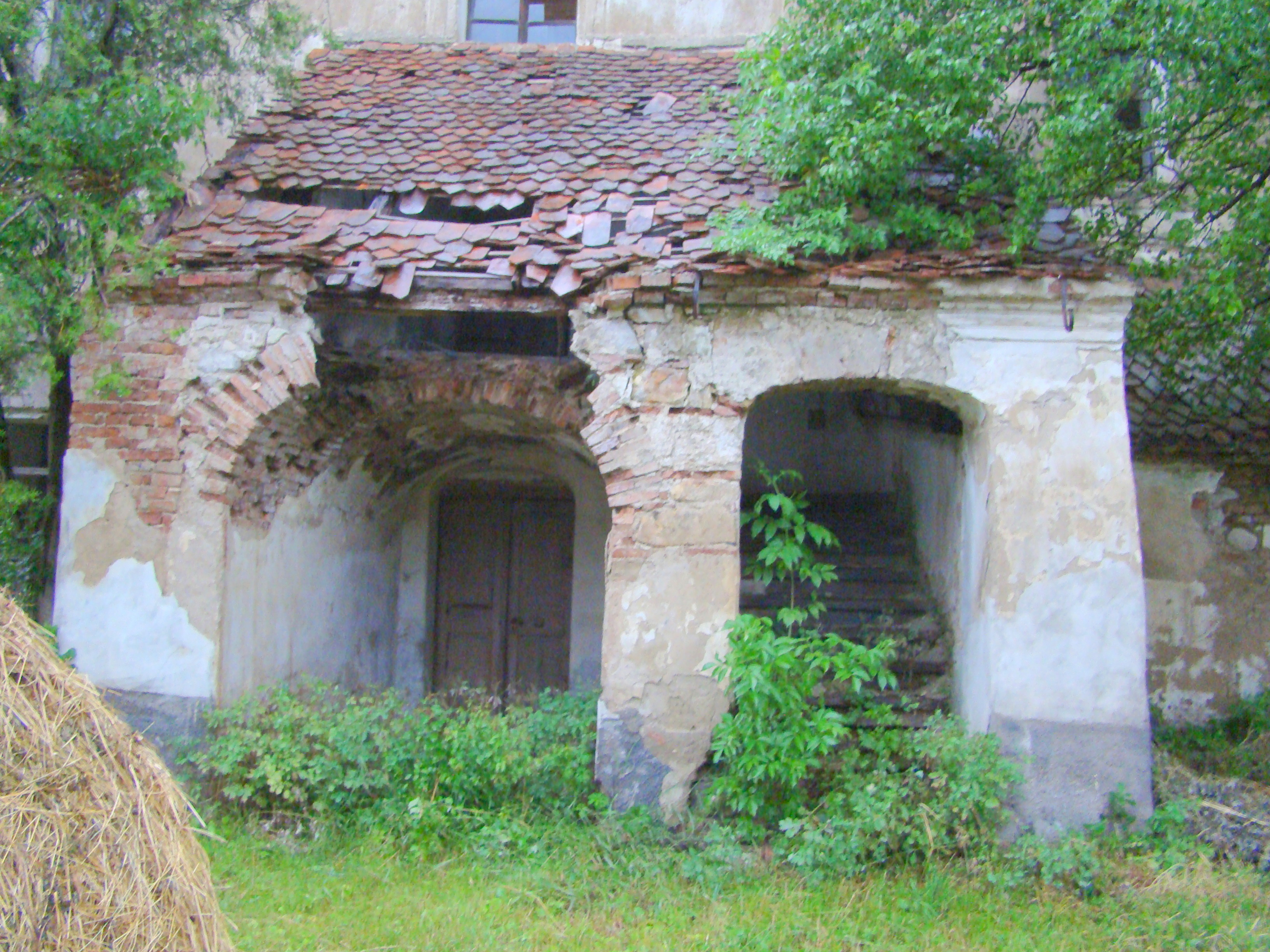
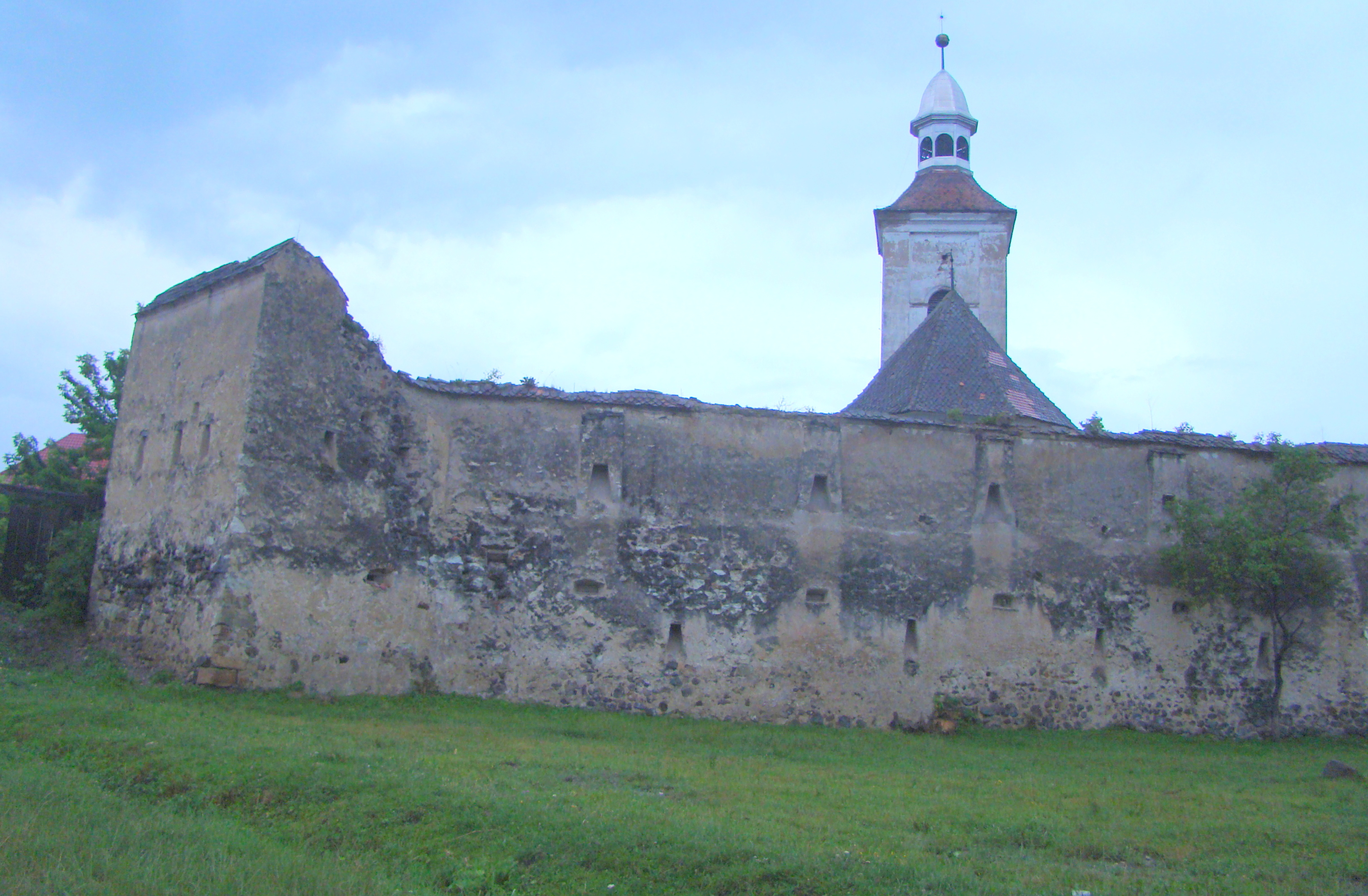
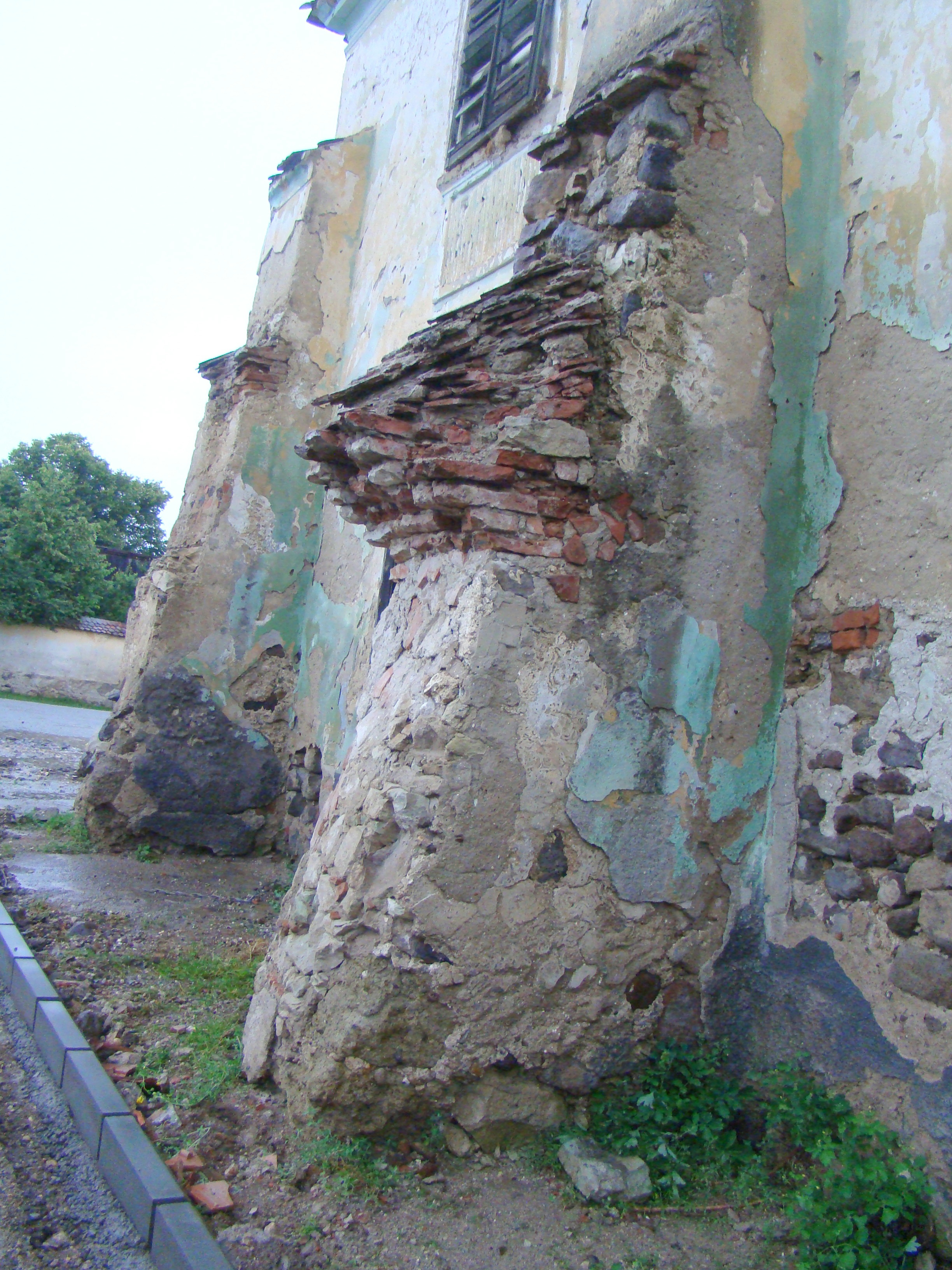
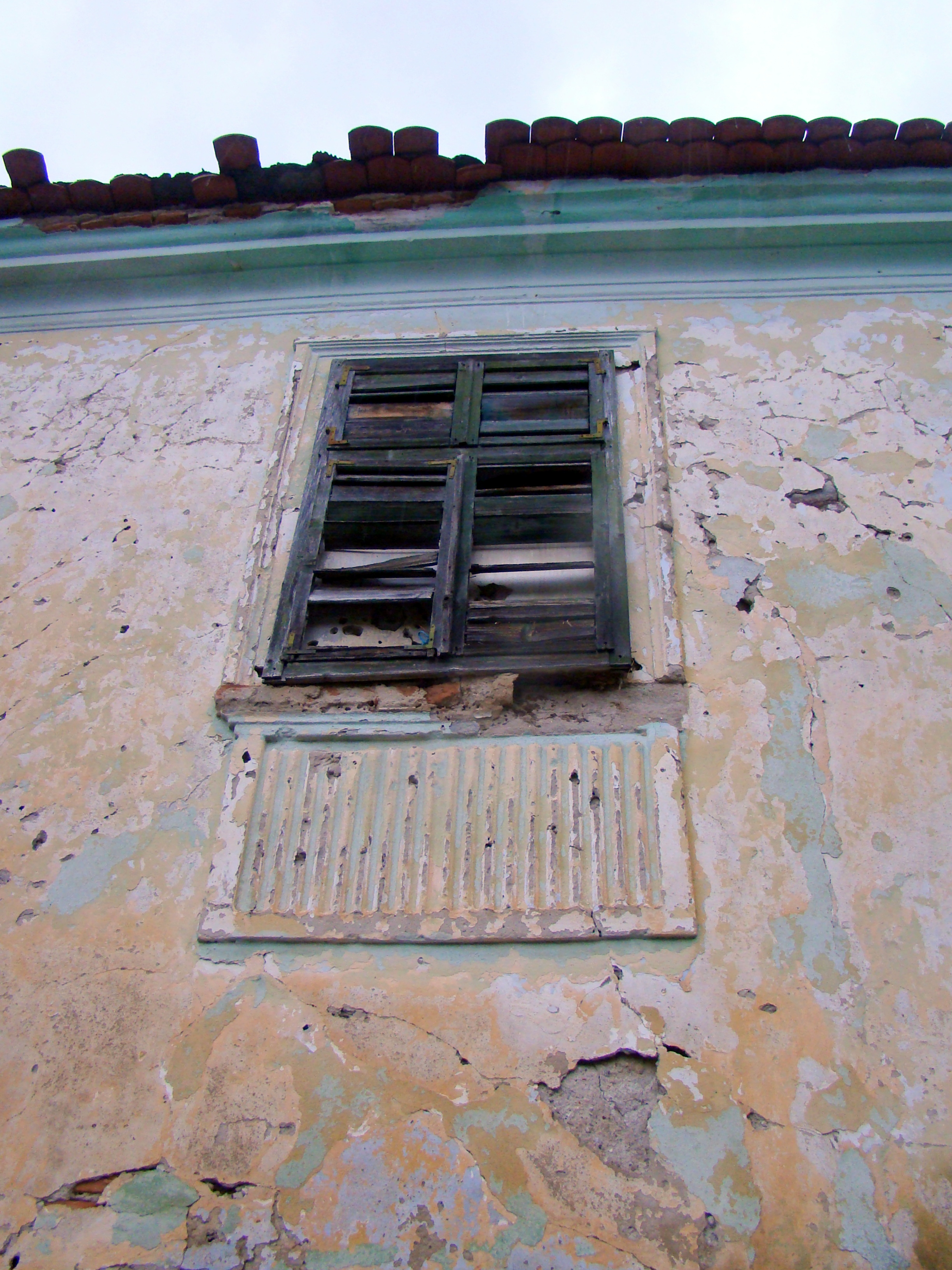
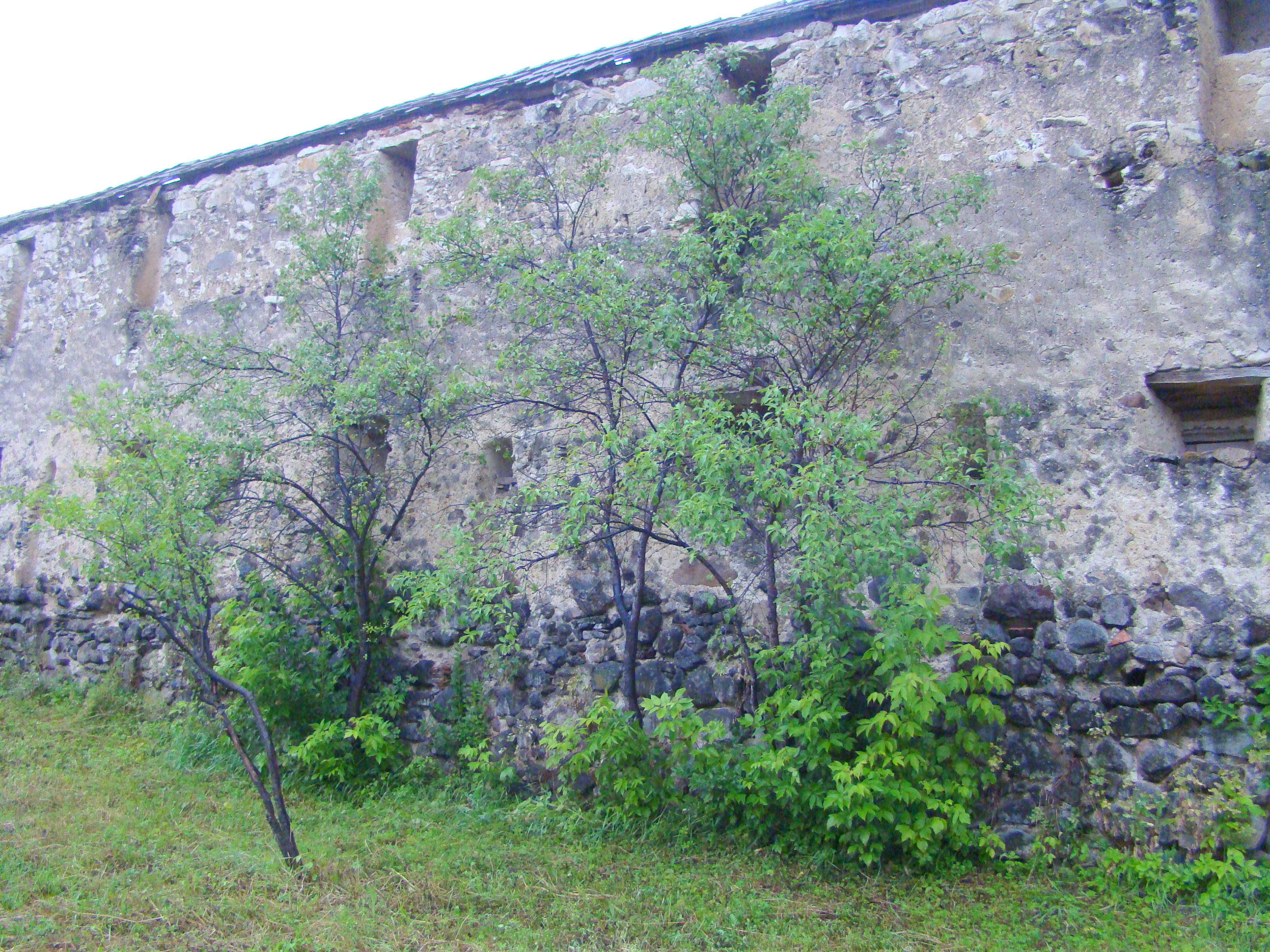
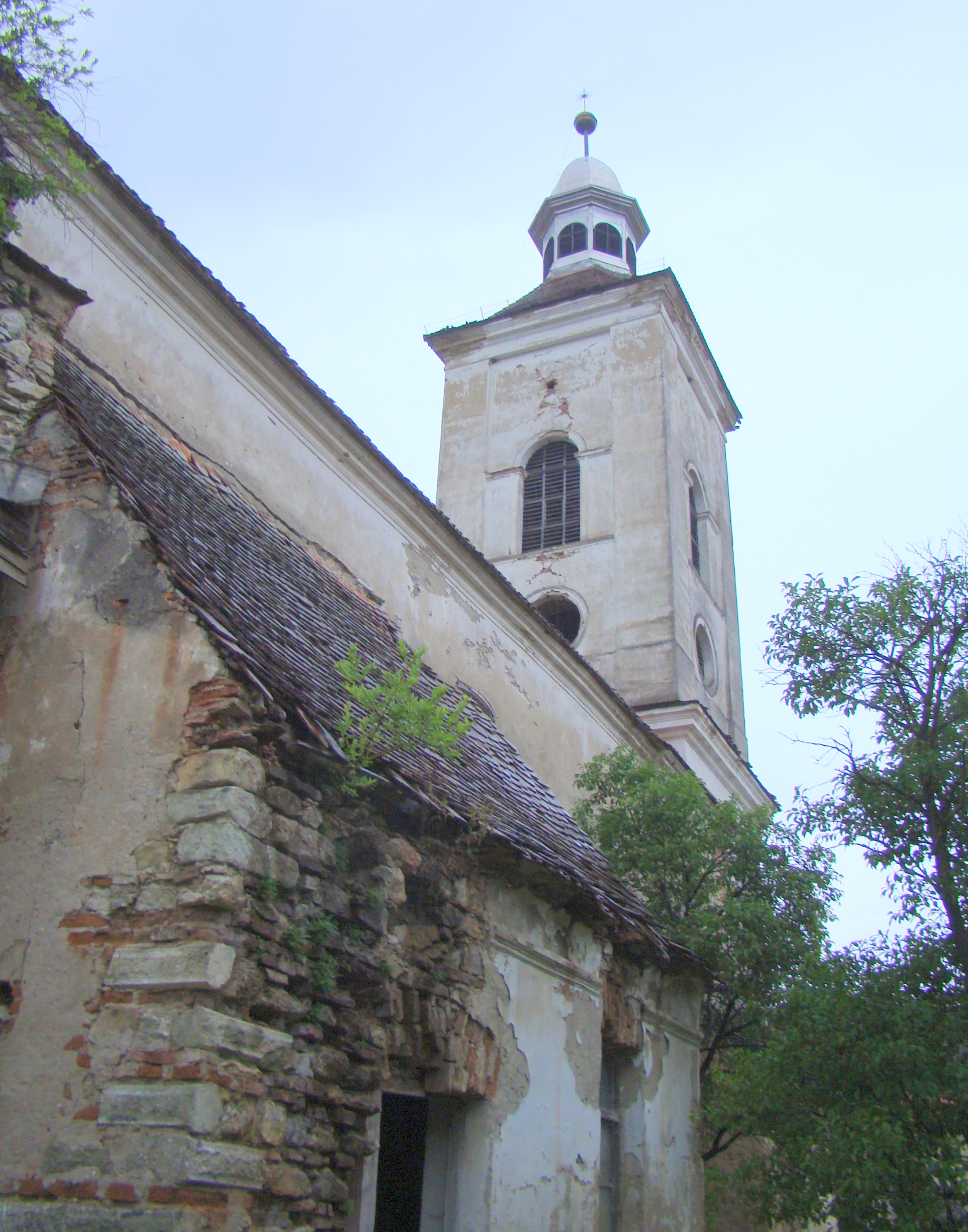
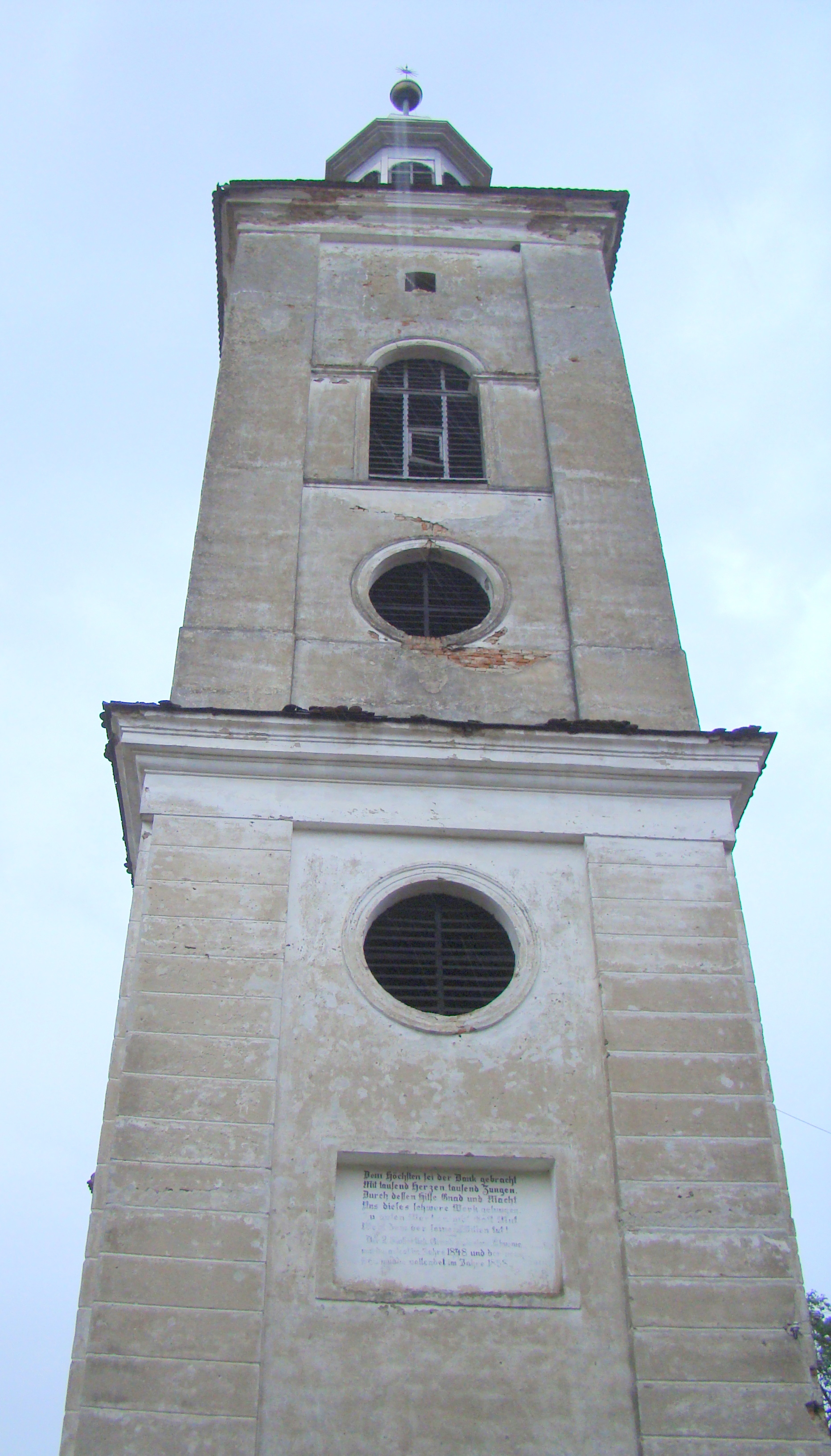
Turnul-clopotniță
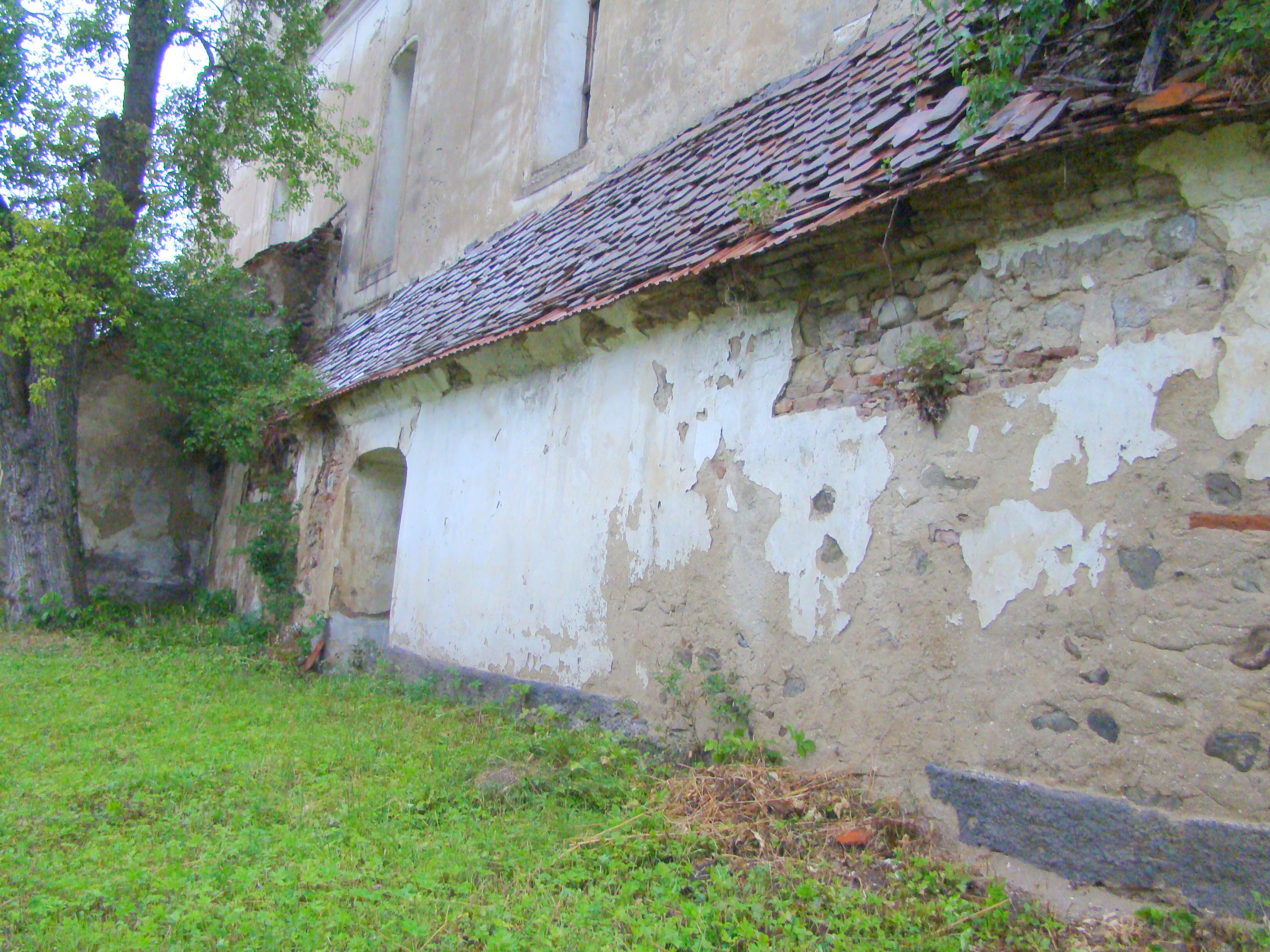

## Imagini din interior

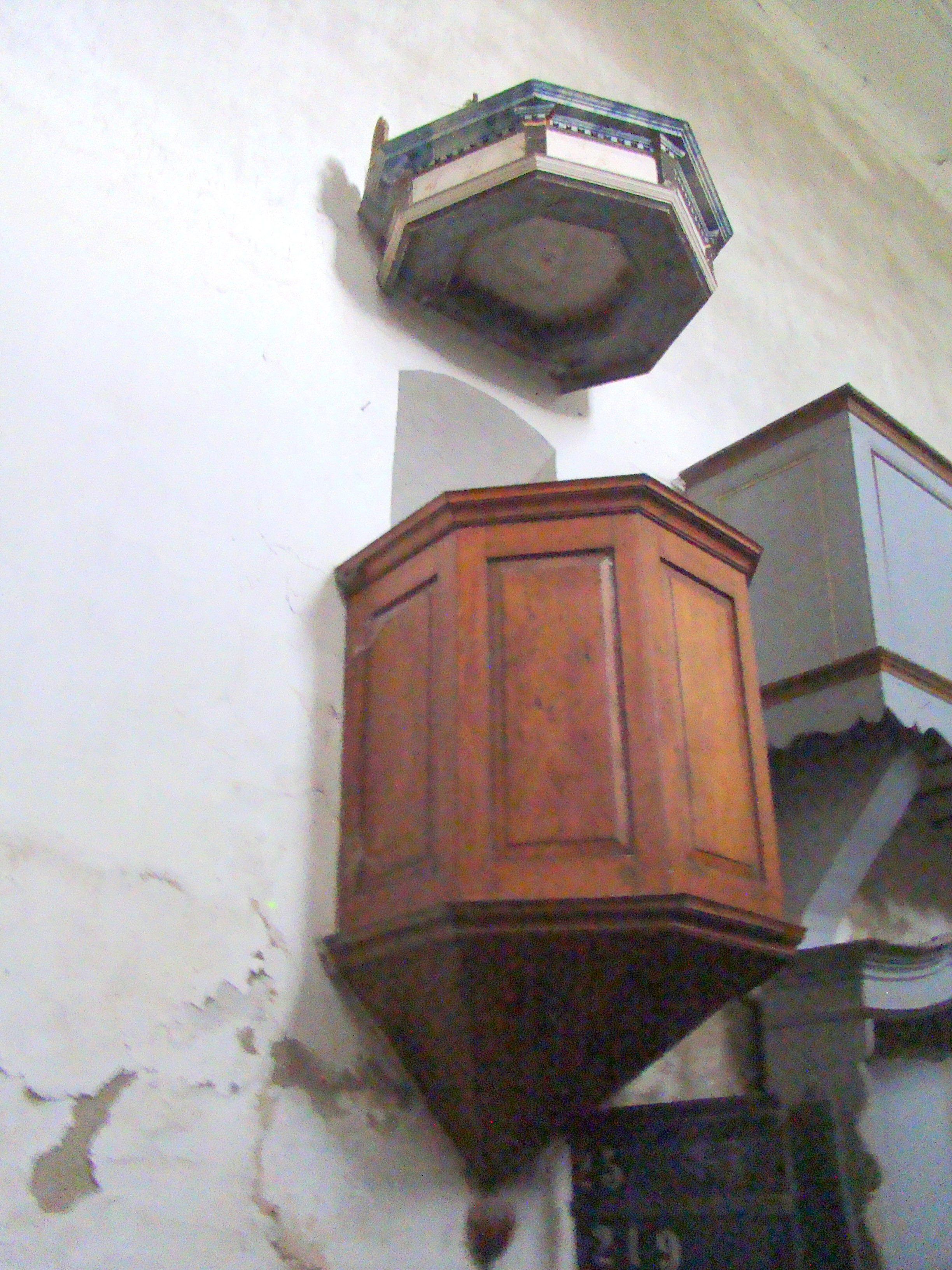
Amvonul
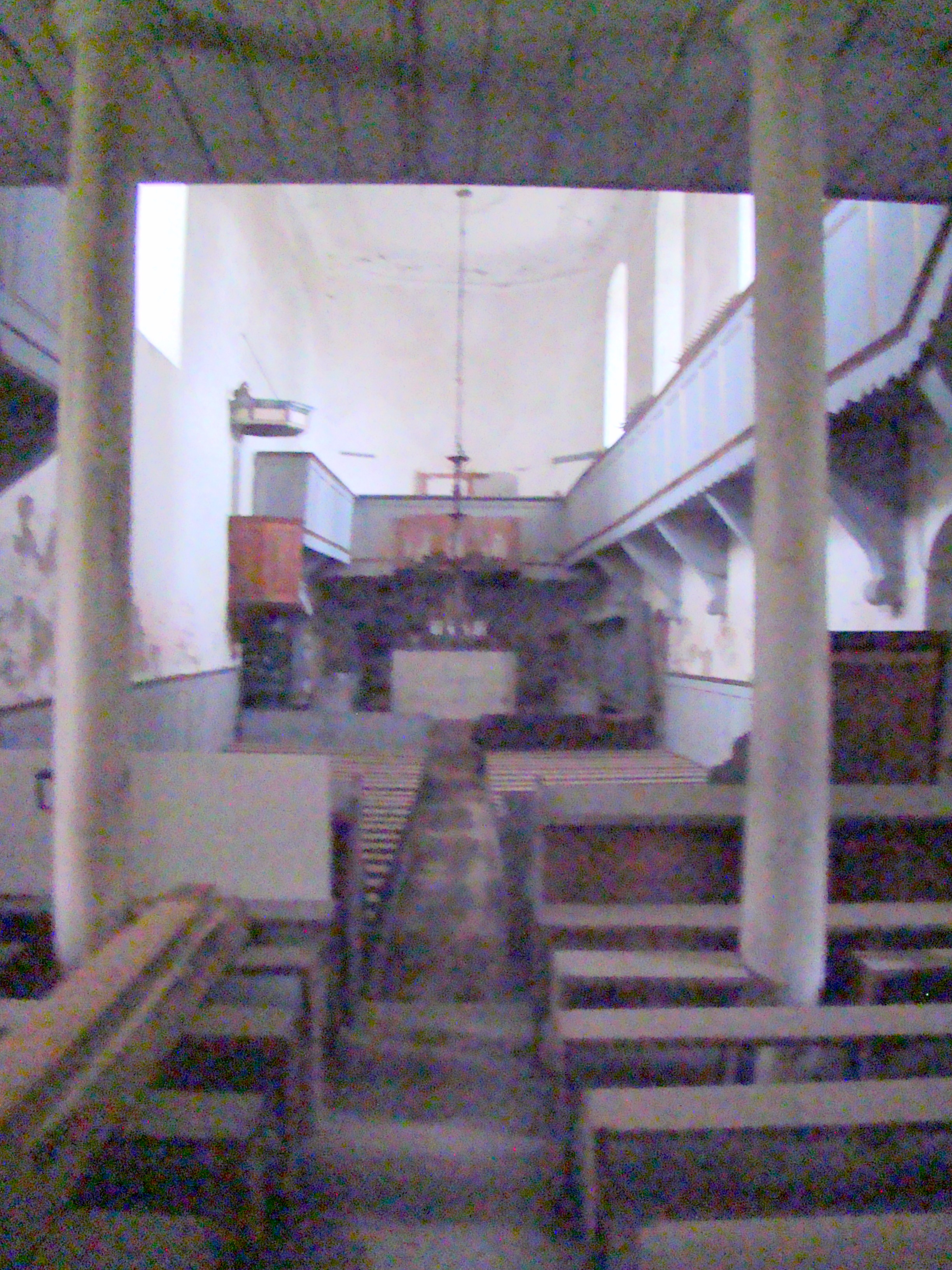
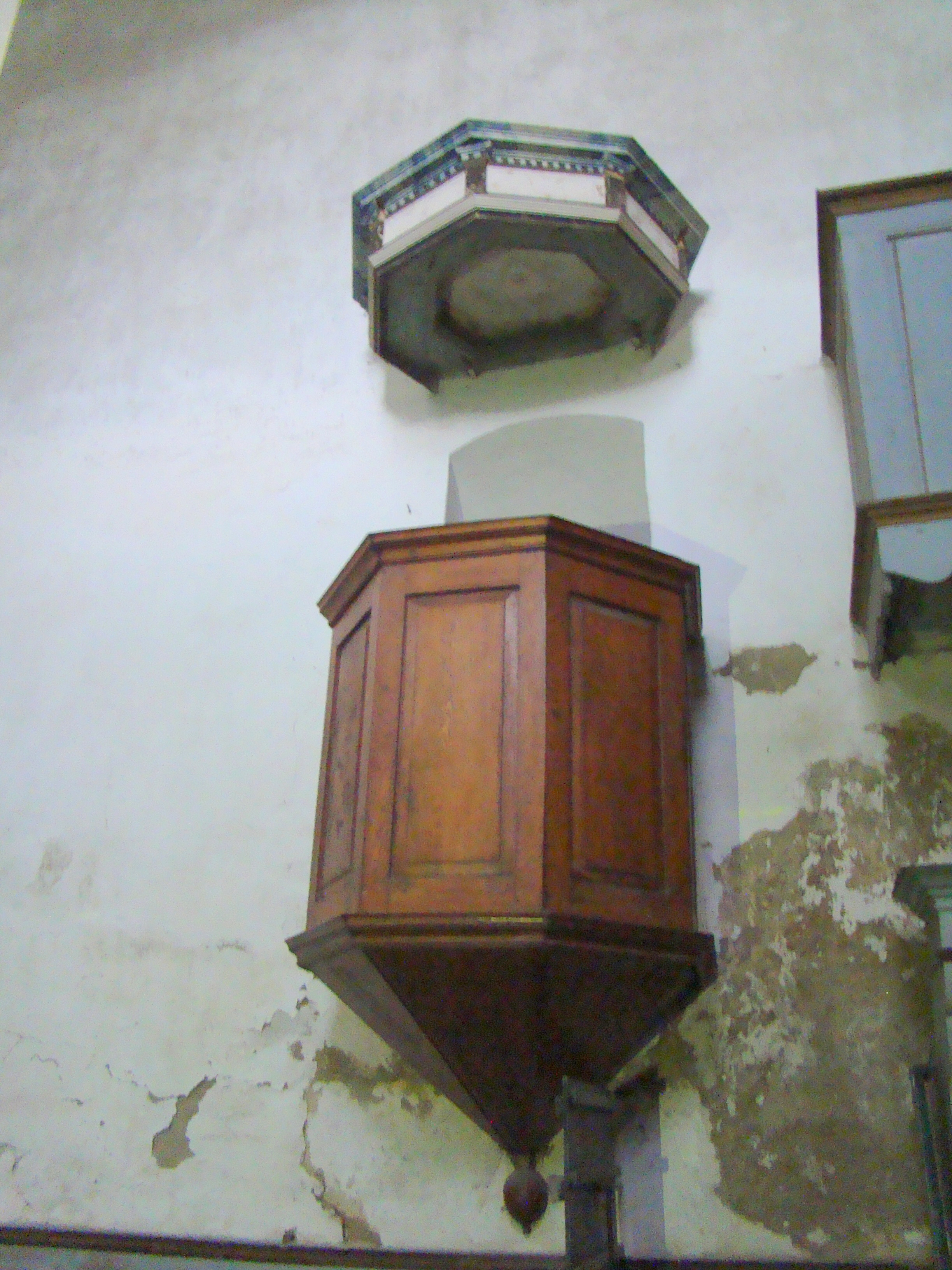
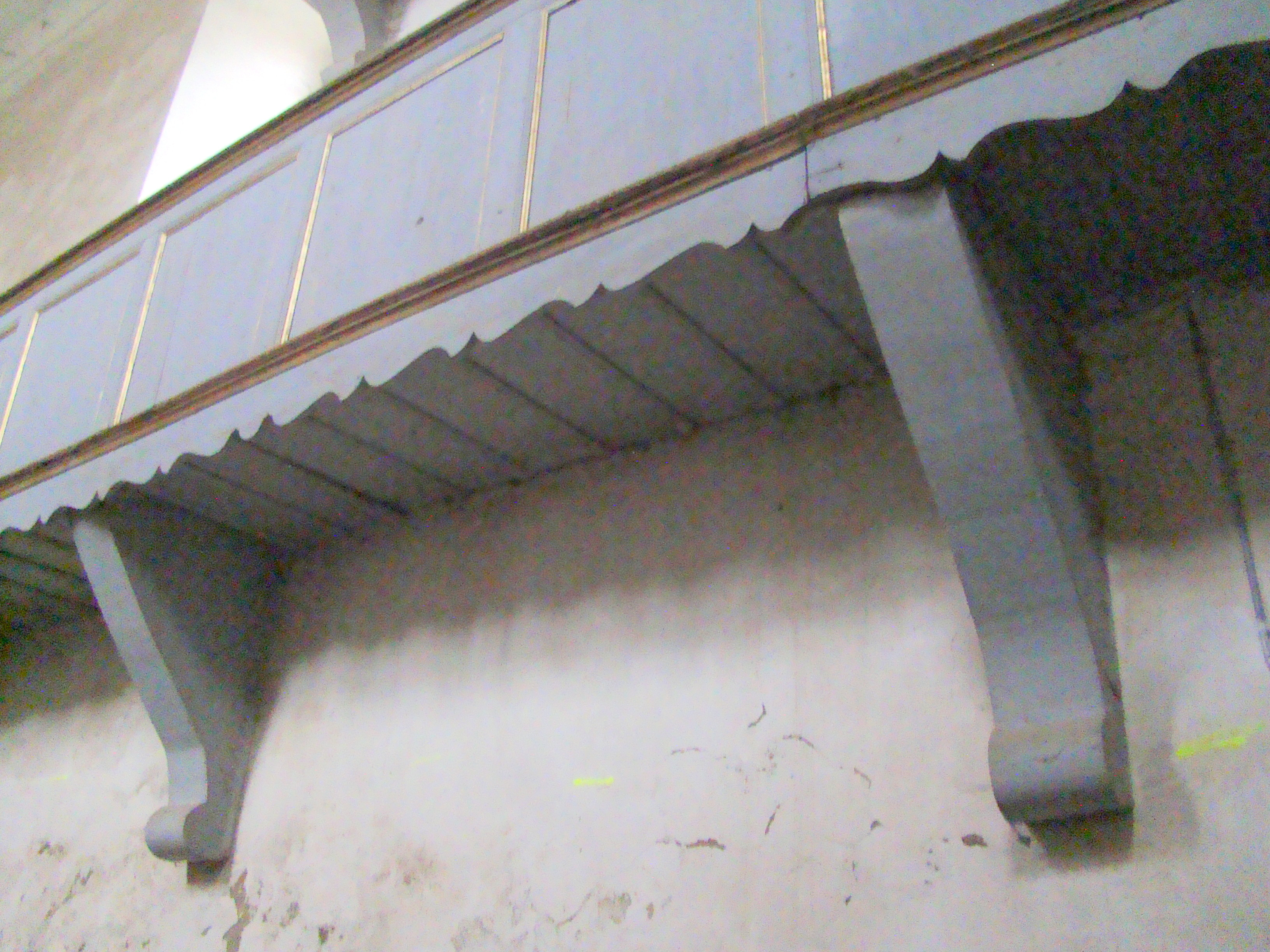
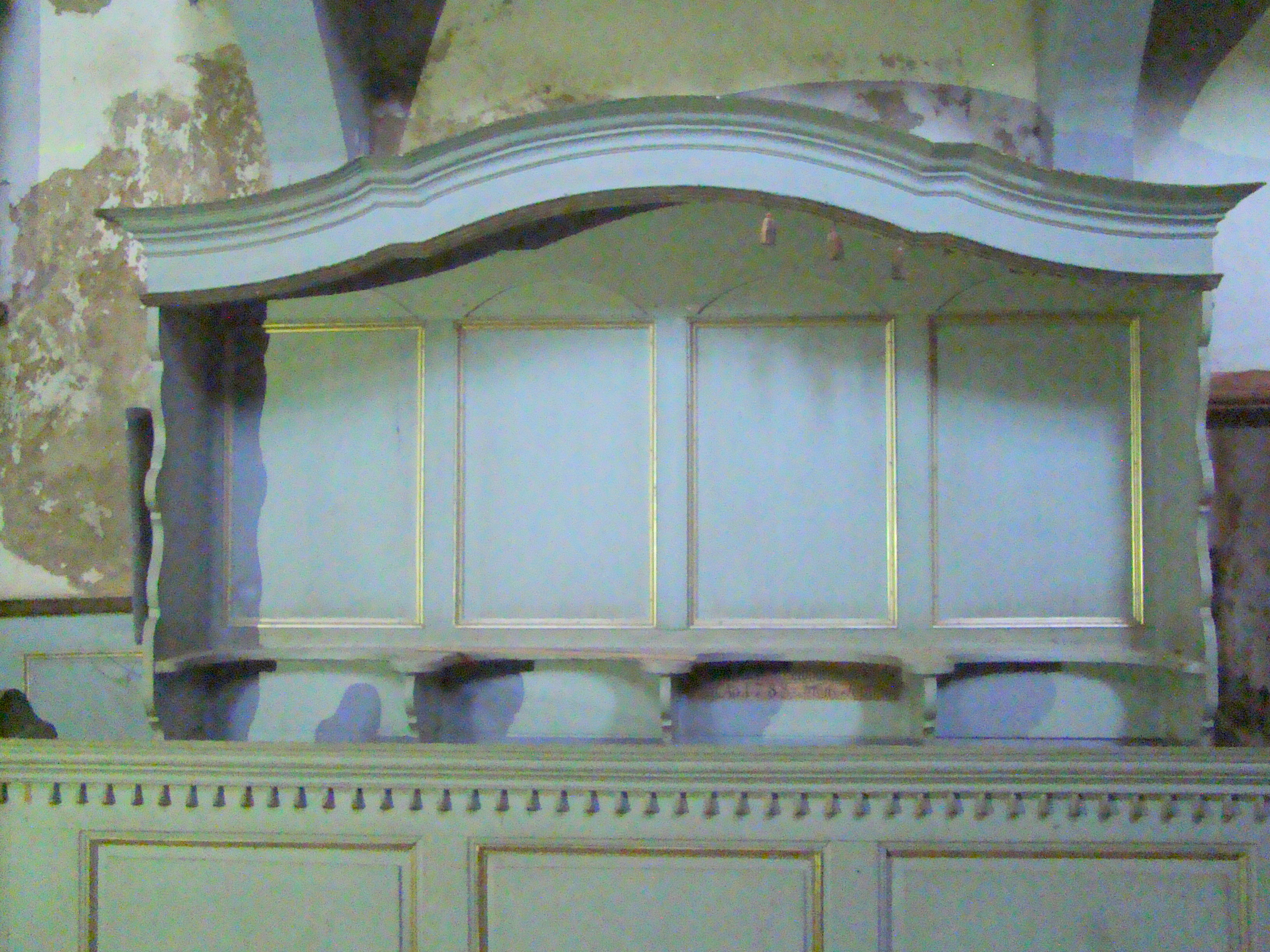
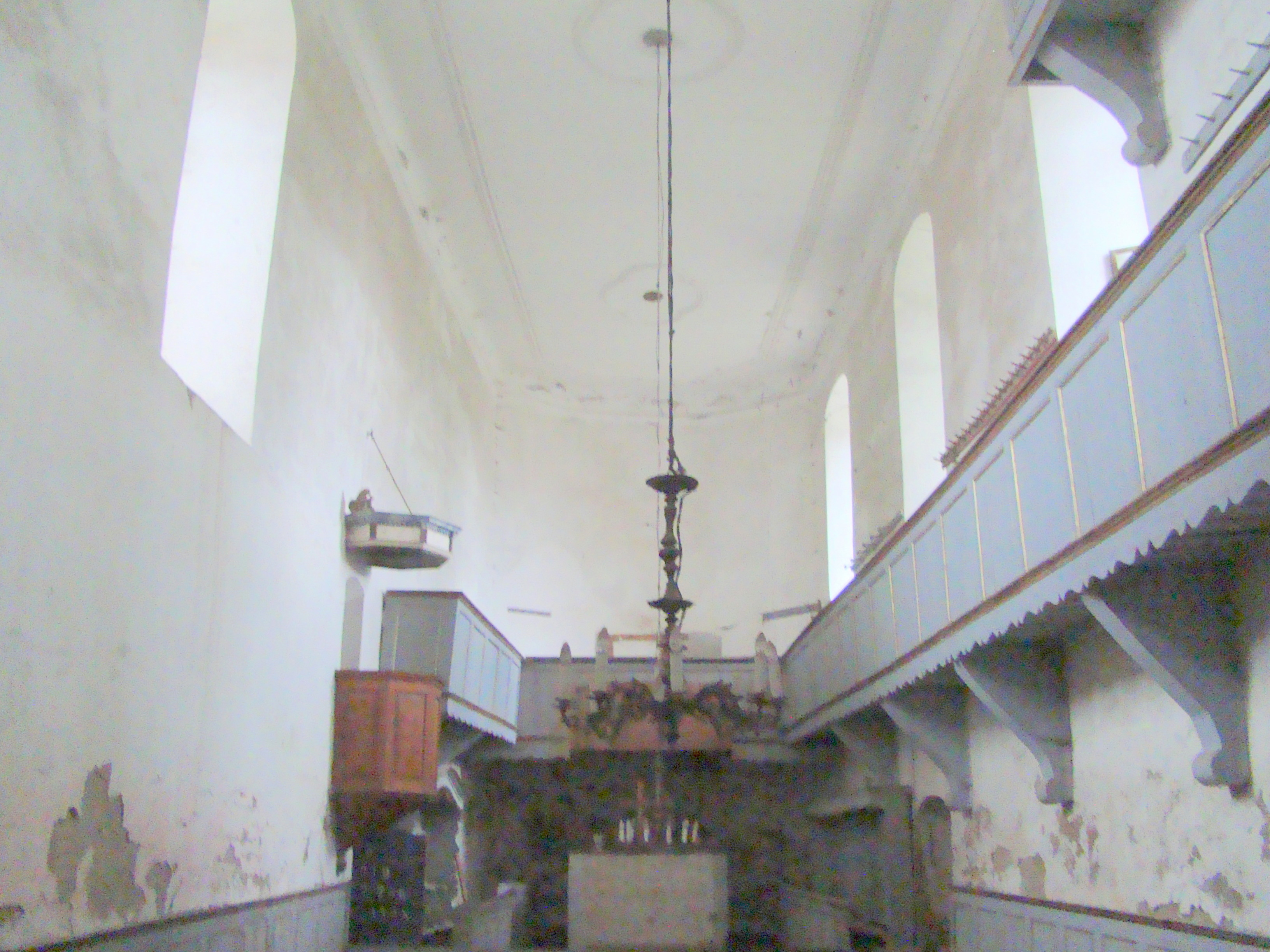
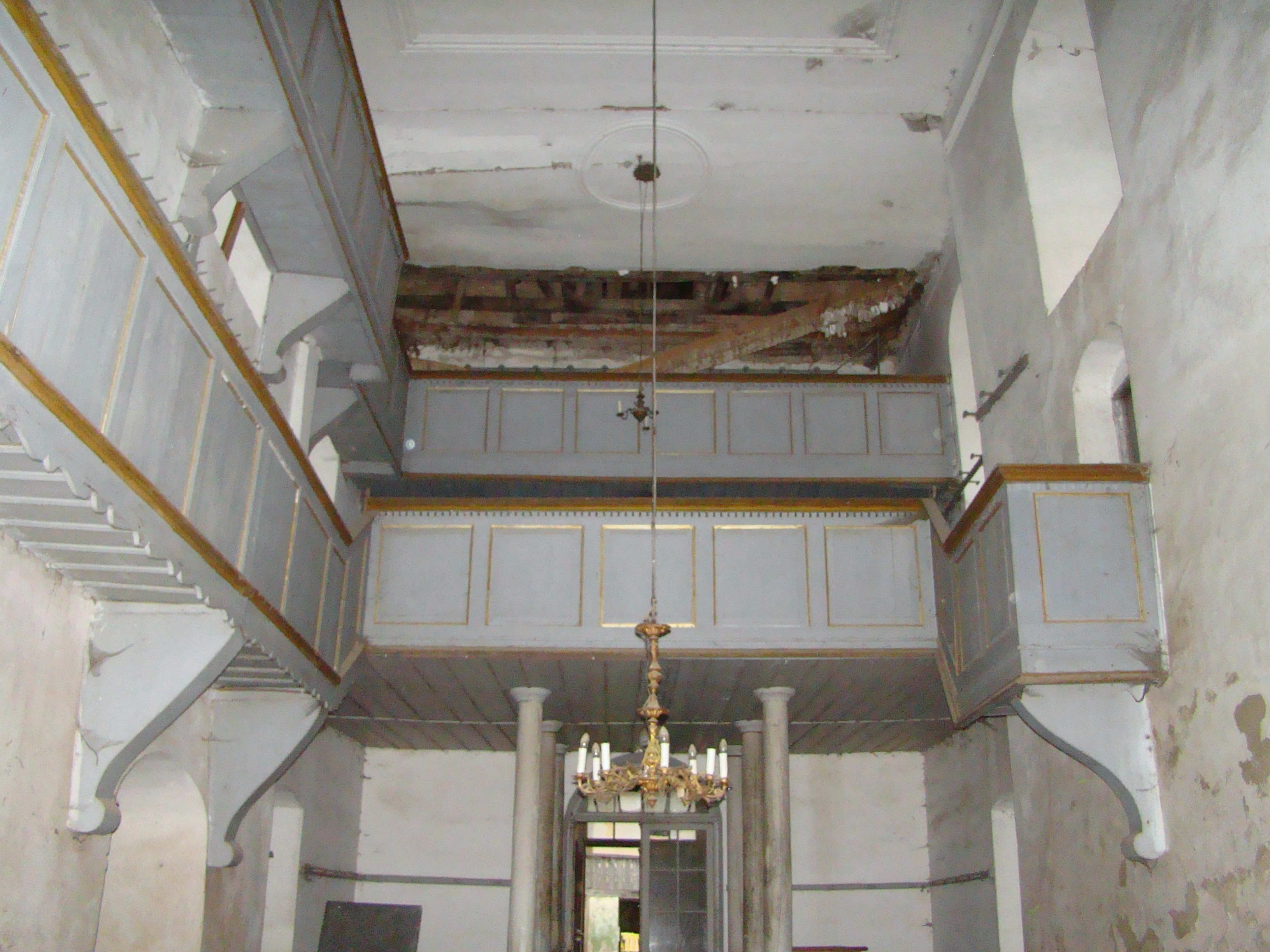
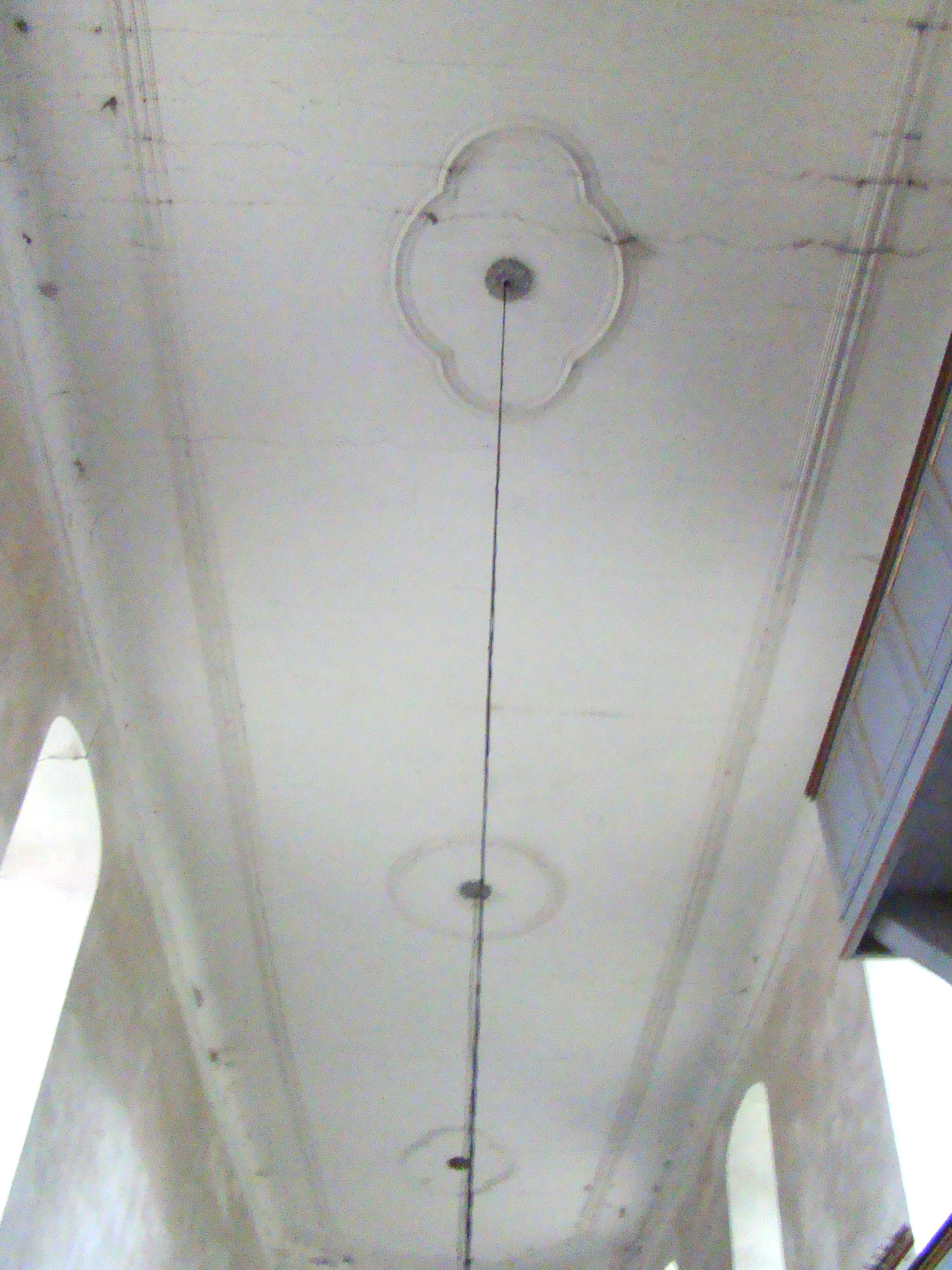
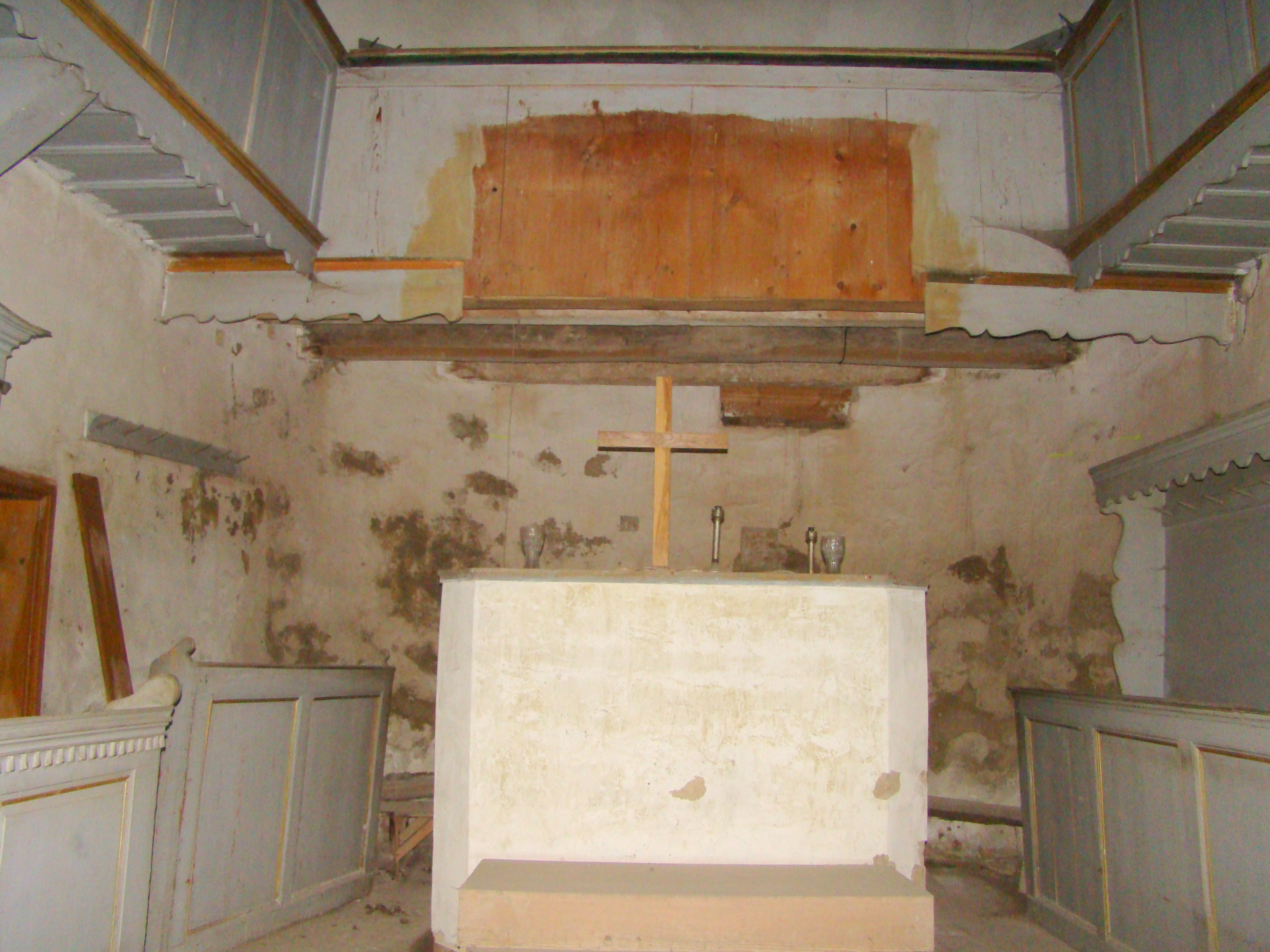
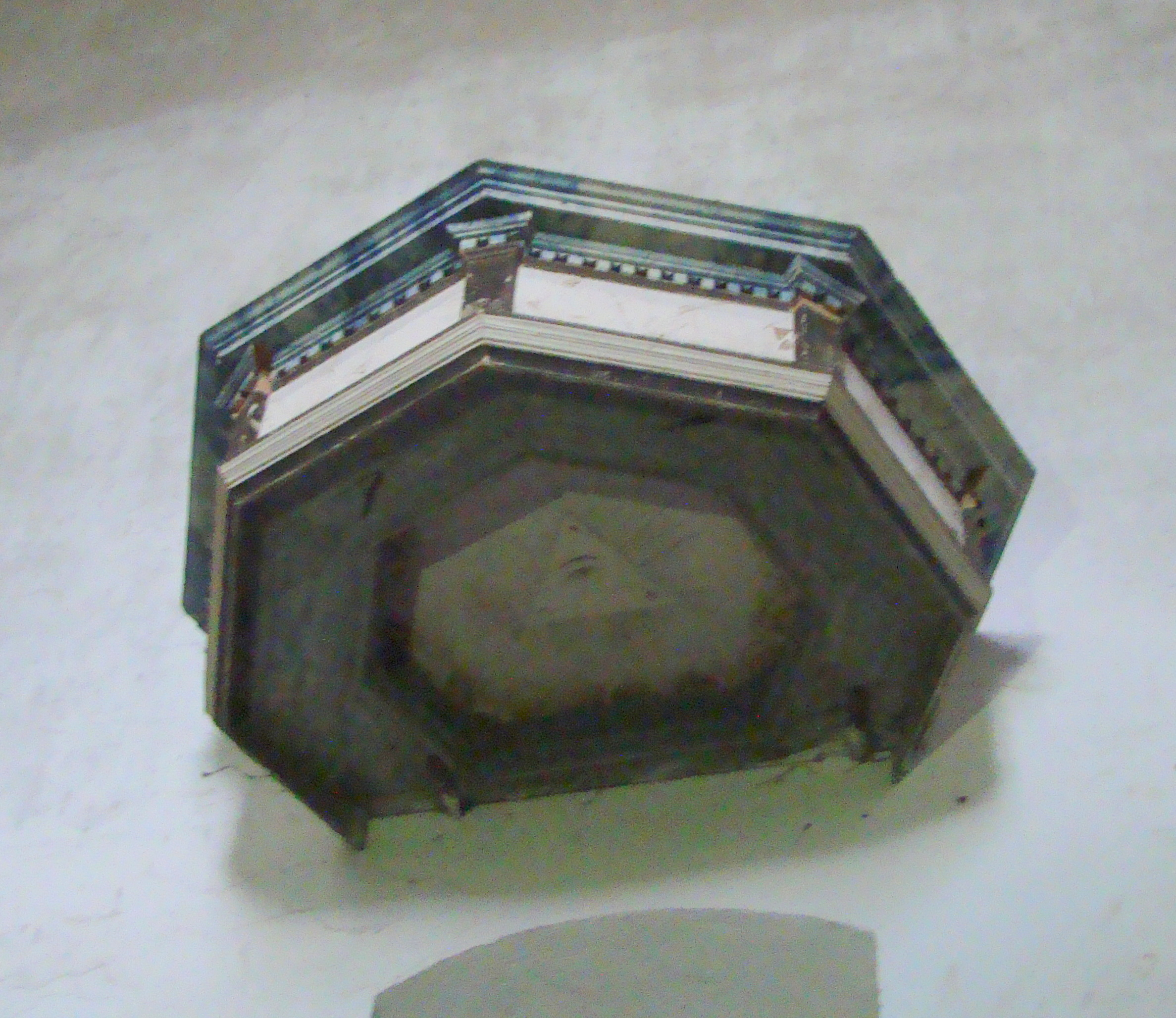
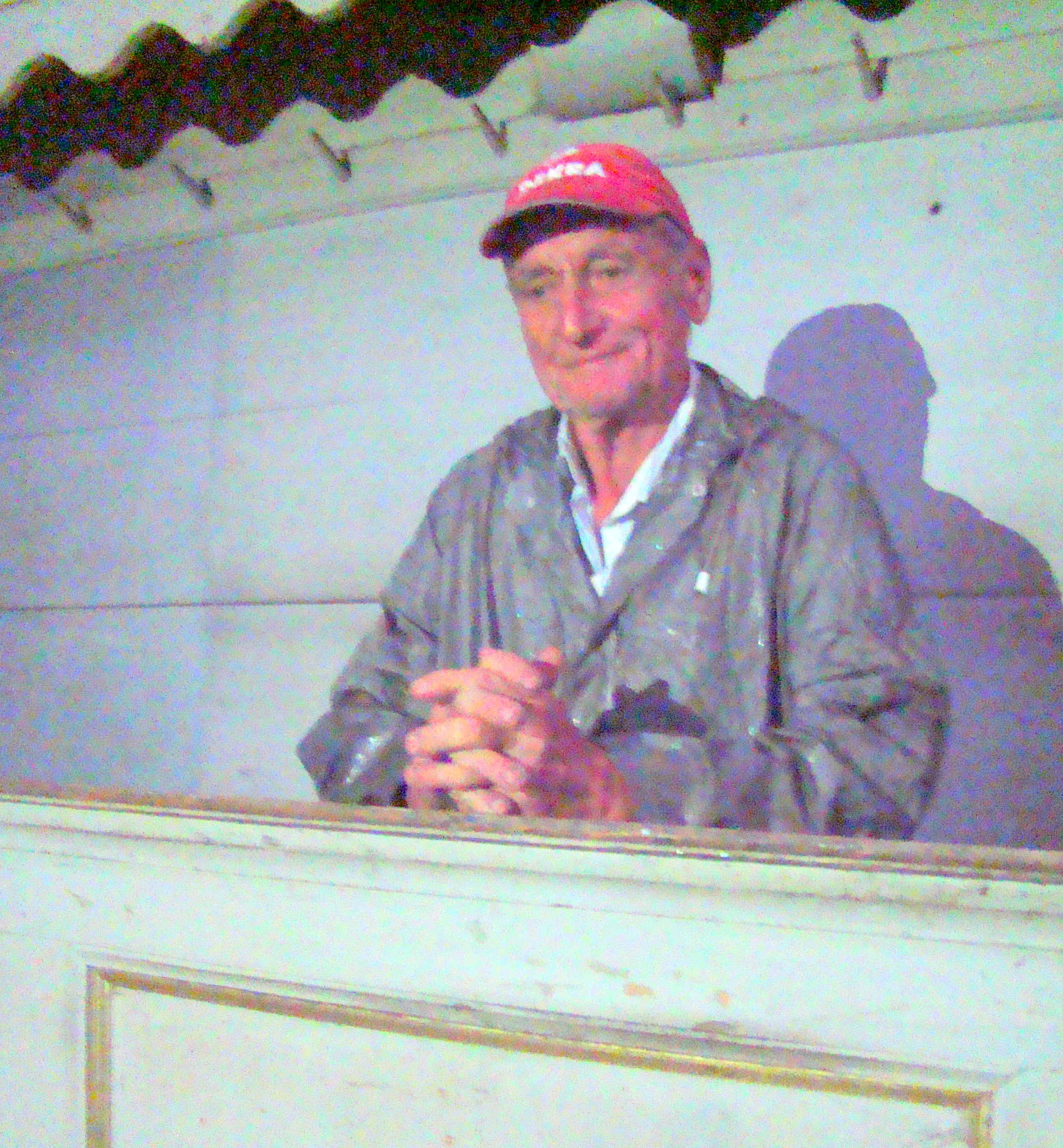
Curatorul bisericii fortificate din Mercheașa: Schwab Walter
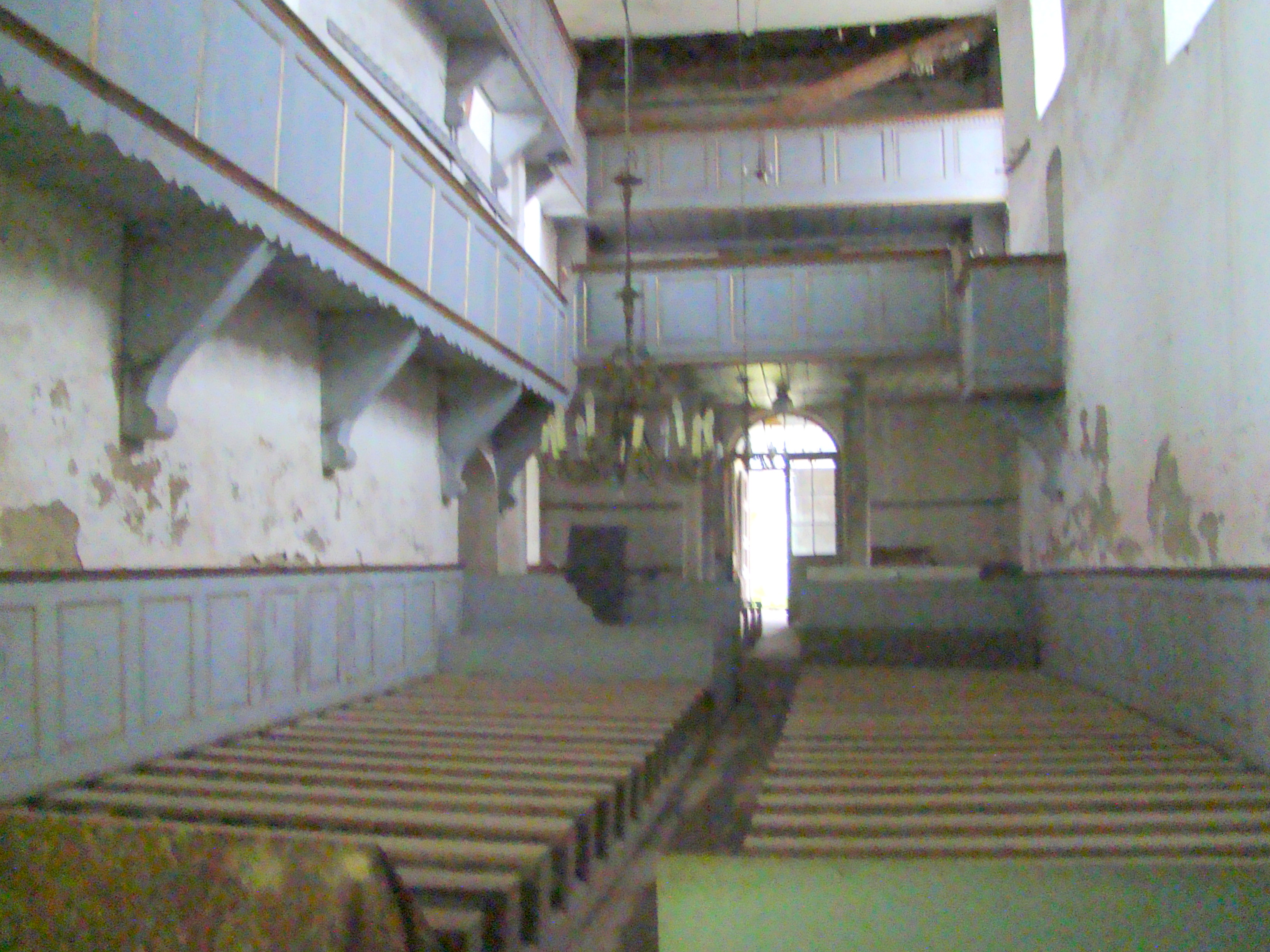